# Grand Glaiza
Le Grand Glaiza, ou Punta Merciantaira en italien, est un sommet du massif du Queyras culminant à 3 293 m d'altitude, situé à cheval sur la commune française de Cervières (Hautes-Alpes) et celle de Cesana Torinese (Piémont) en Italie.

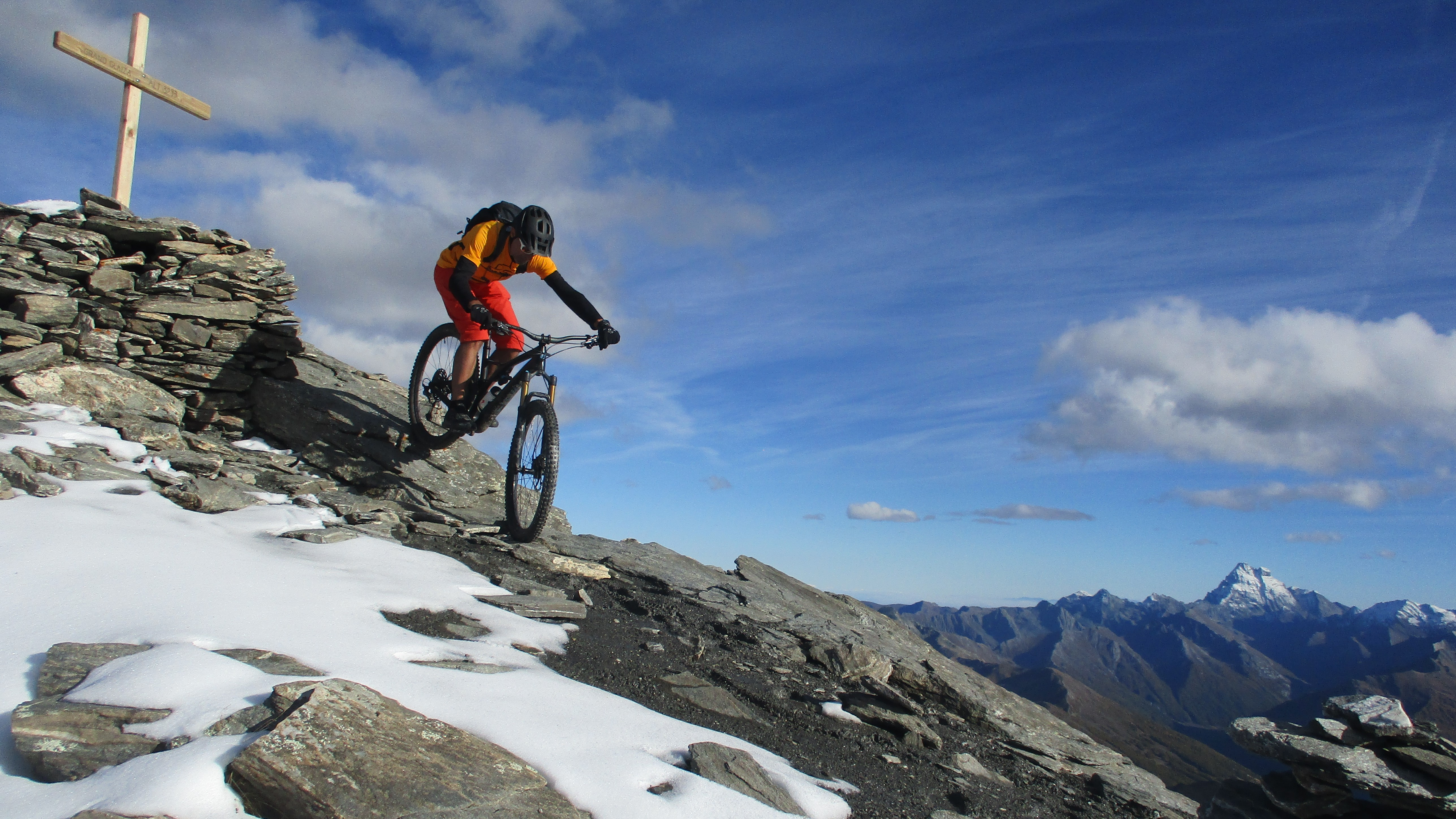
Croix sommitale du Grand Glaiza.